# Mulgravia carteri
Mulgravia carteri är en nattsländeart som beskrevs av Wells 1983. Mulgravia carteri ingår i släktet Mulgravia och familjen smånattsländor. Inga underarter finns listade i Catalogue of Life.